# 小果德钦杨
小果德钦杨（学名：Populus haoana var. microcarpa）为杨柳科杨属下的一个变种。

## 扩展阅读
- 維基物種上的相關：小果德钦杨